# Bisbat de Torreón
El bisbat de Torreón - Diócesis de Torreón (castellà), Dioecesis Torreonensis (llatí) - és una seu de l'Església Catòlica a Mèxic, sufragània de l'arquebisbat de Durango, i que pertany a la regió eclesiàstica Norte. Al 2014 tenia 710.150 batejats sobre una població de 887.687 habitants. La diòcesi va ser erigida el 19 de juny de 1957 mitjançant la butlla Qui hanc del Papa Pius XII, prenent el territori del bisbat de Saltillo. Avui dia està regida pel bisbe José Guadalupe Galván Galindo.

## Territori

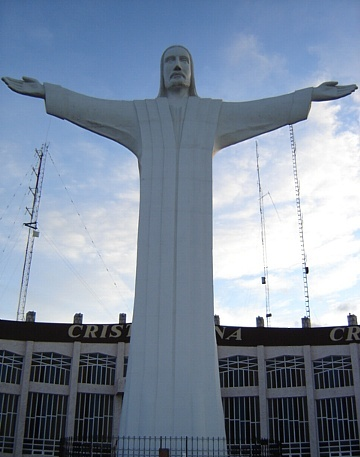
L'estàtua del Cristo de las Noas, que domina la ciutat de Torreón

La diòcesi comprèn els municipis de Torreón, Francisco Ignacio Madero, San Pedro de las Colonias, Matamoros i Viesca a l'estat mexicà de Coahuila de Zaragoza.
La seu episcopal és la ciutat de Torreón, on es troba la catedral de Mare de Déu del Carme. La ciutat de Torreón està presidida per la colossal estàtua del Cristo de las Noas.
El territori s'estén sobre 22.471 km², i està dividit en 57 parròquies.

## Episcopologi
- Fernando Romo Gutiérrez † (13 de gener de 1958 - 27 de juny de 1990 jubilat)
- Luis Morales Reyes (27 de juny de 1990 - 20 de gener de 1999 nomenat arquebisbe de San Luis Potosí)
- José Guadalupe Galván Galindo, des del 12 d'octubre de 2000

## Demografia
A finals del 2014, la diòcesi tenia 710.150 batejats sobre una població de 887.687 persones, equivalent al 80,0% del total.
| any  | població  | població  | població | sacerdots | sacerdots       | sacerdots       | sacerdots             | diaques | religiosos | religiosos | parròquies |
| ---- | --------- | --------- | -------- | --------- | --------------- | --------------- | --------------------- | ------- | ---------- | ---------- | ---------- |
| any  | batejats  | total     | %        | total     | clergat secular | clergat regular | batejats per sacerdot | diaques | homes      | dones      |            |
| 1966 | 350.000   | 363.000   | 96,4     | 47        | 24              | 23              | 7.446                 |         | 28         | 170        | 14         |
| 1968 | 425.714   | 437.714   | 97,3     | 60        | 30              | 30              | 7.095                 |         | 36         | 150        | 15         |
| 1976 | 660.000   | 725.000   | 91,0     | 76        | 37              | 39              | 8.684                 |         | 39         | 12         | 20         |
| 1980 | 810.000   | 900.000   | 90,0     | 78        | 36              | 42              | 10.384                | 1       | 47         | 148        | 23         |
| 1990 | 1.052.000 | 1.120.000 | 93,9     | 96        | 54              | 42              | 10.958                | 1       | 47         | 145        | 29         |
| 1999 | 1.096.000 | 1.290.000 | 85,0     | 119       | 78              | 41              | 9.210                 |         | 45         | 151        | 42         |
| 2000 | 1.314.000 | 1.460.000 | 90,0     | 133       | 90              | 43              | 9.879                 |         | 56         | 143        | 44         |
| 2001 | 1.329.000 | 1.477.000 | 90,0     | 129       | 88              | 41              | 10.302                |         | 50         | 131        | 44         |
| 2002 | 1.453.000 | 1.530.000 | 95,0     | 132       | 93              | 39              | 11.007                |         | 42         | 151        | 46         |
| 2003 | 1.080.000 | 1.120.000 | 96,4     | 136       | 94              | 42              | 7.941                 |         | 46         | 180        | 46         |
| 2004 | 620.244   | 775.305   | 80,0     | 138       | 90              | 48              | 4.494                 |         | 52         | 161        | 49         |
| 2010 | 694.034   | 867.543   | 80,0     | 135       | 98              | 37              | 5.140                 |         | 40         | 104        | 66         |
| 2014 | 710.150   | 887.687   | 80,0     | 129       | 90              | 39              | 5.505                 |         | 41         | 117        | 57         |